# Joshua Bohui
Joshua Raymond Bohui (Londen, 3 maart 1999) is een Engels voetballer van Ivoriaanse afkomst die doorgaans als aanvaller speelt.

## Carrière
Joshua Bohui werd op zijn elfde gescout door Brentford FC en speelde hier in de jeugd tot Manchester United zich in augustus 2016 meldde voor de toen 17-jarige buitenspeler. Een doorbraak in het eerste elftal bleef uit. In de zomer van 2019 weigerde Bohui zijn aflopende contract bij United te verlengen, en tekende hij bij NAC Breda. Voor het seizoen begon raakte hij geblesseerd aan zijn knie en miste daardoor het begin van het seizoen. Hij debuteerde voor NAC op 22 november 2019, in de met 2-1 verloren thuiswedstrijd tegen Jong Ajax. Hij kwam in de 70e minuut in het veld voor Luka Ilić. Op 5 oktober 2020 werd zijn contract bij NAC Breda ontbonden. Hij vervolgde zijn loopbaan bij Colchester United in de Football League Two. Hierna speelde hij voor de amateurclubs Waltham Abbey FC, Hayes & Yeading United FC, Leatherhead FC, Chesham United FC, het tweede elftal van Dorking Wanderers FC, Cheshunt FC en Sevenoaks Town FC.

### Statistieken
| Seizoen                     | Club                      | Land           | Competitie               | Competitie | Competitie | Beker | Beker | Totaal | Totaal |
| Seizoen                     | Club                      | Land           | Competitie               | Wed.       | Dlp.       | Wed.  | Dlp.  | Wed.   | Dlp.   |
| --------------------------- | ------------------------- | -------------- | ------------------------ | ---------- | ---------- | ----- | ----- | ------ | ------ |
| 2019/20                     | NAC Breda                 | Nederland      | Eerste divisie           | 4          | 0          | 0     | 0     | 4      | 0      |
| 2020/21                     | NAC Breda                 | Nederland      | Eerste divisie           | 4          | 1          | 0     | 0     | 4      | 1      |
| 2020/21                     | Colchester United FC      | Engeland       | League Two               | 13         | 1          | 2     | 0     | 15     | 1      |
| 2021/22                     | Waltham Abbey FC          | Engeland       | Southern Football League | 0          | 0          | 1     | 0     | 1      | 0      |
| 2021/22                     | Hayes & Yeading United FC | Engeland       | Southern Football League | 2          | 0          | 0     | 0     | 2      | 0      |
| 2021/22                     | Leatherhead FC            | Engeland       | Isthmian League          | 4          | 1          | 0     | 0     | 4      | 1      |
| 2021/22                     | Chesham United FC         | Engeland       | Southern League          | 1          | 0          | 0     | 0     | 1      | 0      |
| 2022/23                     | Dorking Wanderers FC B    | Engeland       | Southern C. League       | 9          | 5          | 0     | 0     | 9      | 5      |
| 2022/23                     | Cheshunt FC               | Engeland       | National League S.       | 1          | 0          | 0     | 0     | 1      | 0      |
| 2022/23                     | Sevenoaks Town FC         | Engeland       | Isthmian League          | 4          | 1          | 0     | 0     | 4      | 1      |
| Carrièretotaal              | Carrièretotaal            | Carrièretotaal | Carrièretotaal           | 42         | 9          | 3     | 0     | 45     | 9      |
| Bijgewerkt op 13 maart 2023 |                           |                |                          |            |            |       |       |        |        |